# David Geringas
David Geringas (Vilna, Lituania, 29 de julio de 1946) es un violonchelista y director de orquesta lituano con un repertorio muy extenso, y poco común, que va desde la música barroca a la contemporánea, y que interpretó en occidente muchas obras de la vanguardia rusa, entre otras de Sofiya Gubaidúlina, Alfred Schnittke, Victor Suslin, Anatolijus Šenderovas y Edison Denísov, contando en su haber con composiciones dedicadas especialmente para él.

## Biografía
David Geringas nació el 29 de julio de 1946, cuando Lituania era parte de la Unión Soviética. Estudió en el Conservatorio de Música de Moscú desde 1963 a 1973 con Mstislav Rostropóvich, ganando en 1970 el premier premio y la medalla de oro en el Concurso Internacional Chaikovski.
En 2000 fue nombrado profesor de violonchelo en la Hoschschule für Musik Hanns Eilser en Berlín.

## Trayectoria
También está al frente de varias clases magistrales para jóvenes músicos. Como solista, David Geringas ha aparecido con casi todas las orquestas más renombradas en los centros internacionales de la música, tales como en las Orquestas Filarmónicas de Berlín y Múnich, todas las orquestas filarmónicas alemanas de la radio, las de Viena, Londres, París, Montreal, Chicago, Filadelfia, Pittsburg y Tokio. Ha actuado con directores como Gerd Albrecht, Vladimir Ashkenazy, Christoph Eschenbach, Simon Rattle, Mstislav Rostropovich, Wolgang Wolgang Sawallisch y Michael Tilson Thomas. 
Hasta la fecha ha grabado más de 50 CD.

### Música de cámara
Interpreta frecuentemente la música de cámara. Tatjana Geringas y Ian Fountain son sus socios más frecuentes en el piano. En la temporada 2004/2005 David Geringas dio junto con Ian Fountain una serie de conciertos titulada "Beethoven plus ..." en la Filarmónica de Berlín. También colabora estrechamente con el Artemis Quartett, el Vogler-Quartett y el Bläserquintett de la Staatskapelle de Berlín.

### Director de orquesta
Como director de orquesta ha trabajado, entre otras, con la Norddeutsche Philharmonie Rostock, la Kammerphilharmonie de la MDR Leipzig, la Jenaer Philharmonie, la Orquesta de cámara del Wiener Symphoniker (Concert-Verein), la Orquesta Sinfónica Nacional de Dinamarca, la Orquesta Sinfónica de Islandia, la Kremerata Baltica así como otras orquestas en Lituania, Italia, los Países Bajos, México y Costa Rica. En febrero de 2007 Geringas dirigió por primera vez la Orquesta Filarmónica de Tokio.
Desde 2005, David Geringas ha sido Director Principal Invitado de la Orquesta Sinfónica de Kyushu.
Enseña en la Accademia Musicale Chigiana en Siena desde 2005.

## Premios y reconocimientos
Ha recibido numerosas distinciones, entre ellas, Grand Prix du Disque por su grabación de los 12 conciertos para chelo de Boccherini y el Diapason d'Or por música de cámara de Henri Dutilleux. Hasta la fecha, David Geringas ha sido el único chelista que ha recibido en 1994 el premio anual de la crítica Deutsche Schallplatten por su grabación de los conciertos de chelo de Hans Hans Pfitzner
Por su compromiso especial en la esfera de la Nueva Música, Geringas ha recibido el premio remunerativo Kultur Aktuell de Landeskulturverband Schlesweig-Holstein. Con este premio, el chelista encargó cinco trabajos a compositores lituanos. En junio de 1999 recibió en Vilna la más alta distinción lituana por su compromiso mundial por los músicos y compositores lituanos. 

## Discografía
- Tschaikowsky-Variationen. Chaikovski, Arensky. David Geringas, director y violonchelo; Orquesta de Cámara de Pforzheim.
- 1988 – Boccherini: 12 Concerti per il violoncello. Con la Orquesta de Cámara de Padua y del Véneto, dir. Bruno Giuranna.
- 1988 – Shostakovich & Schulhoff. Shostakovich: Cuarteto de cuerda n.º 14 & 13. Con Gidon Kremer & Yuzuko Horigome (violines), Kim Kashkashian (viola).  Schulhoff: Sexteto. Con Gidon Kremer & Philip Hirschhorn (violines), Nobuko Imai & Kim Kashkashian (violas) & Julius Berger (chelo); Dúo para violín y violonchelo. Con Philip Hirschhorn (violín).
- 1989 – Bach: Suites para violonchelo n.º 1, 2 & 6
- 1989 – Bach: Suite n.º 3, 4 & 5
- 1989 – Brahms: Doble concierto para violín, cello y orquesta Op. 102; Sinfonía n.º 4 Op. 98. Con Mark Kaplan al violín, dir. Michael Gielen, Orquesta Sinfónica de la SWR de Baden-Baden y Friburgo.
- 1992 – Mozartiana. Hommage à Mozart. Mozart: Andantino para piano y cello, K.Anh. 46; Beethoven: Siete variaciones para cello y piano sobre "Bei Männern, welche Liebe fühlen" de La flauta mágica de Mozart; Helene Liebmann: Gran sonata para piano y cello Op. 11; Beethoven: 12 variaciones para cello y piano Op. 66 sobre "Ein Mädchen oder Weibchen" de La flauta mágica de Mozart; Joseph Wölfl: Gran dúo para piano y cello Op. 31; F. X. Mozart: De la Gran sonata para piano y cello Op. 19. Con Tatjana Schatz al piano.
- 1993 – Pfitzner: Conciertos para violonchelo Op. 52; Op. 42 en un movimiento; Op. posth. Con la Orquesta Sinfónica de Bamberg, Werner Andreas Albert.
- 1993 – David Geringas * Tatjana Schatz. R. Strauss: Sonata para violonchelo Op. 6; Romance en fa mayor; Erwin Schulhoff: Sonata para violonchelo Op. 17. Con Tatjana Schatz al piano.
- 1994 – David Geringas * Tatjana Schatz. Schumann: Adagio y allegro Op. 70; Fantasiestücke Op. 73; Stücke im Volkston Op. 102; Schubert: Sonata arpeggione en la menor, D. 821. Con Tatjana Schatz al piano.
- 1994 – David Geringas * Tatjana Schatz. Shostakovich: Sonata Op. 40; Prokófiev: Sonata Op. 119; Adagio de Cenicienta Op. 97a; Rostropovich: Humoreske Op. 5. Con Tatjana Schatz al piano.

- 1994 – Haydn: Conciertos para violonchelo, Hob. VIIb-1 & Hob. VIIb-2; Andante de la Sinfonía n.º 13 para cello y orquesta. Con la Orquesta Filarmónica de Cámara Checa.
- 1995 – Bach: Seis suites para violonchelo.
- 1996 – Pēteris Vasks: Concierto para violonchelo; String Symphony - Voices (Balsis). Con la Orquesta Filarmónica de Riga, dir. Jonas Aleksa.
- 1997 – Ali Baba and the forty robbers. Cuento musical de "Las mil y una noches". Música/piano/canción: Alexander Geringas, Narrador: Manfred Steffen, Violín: Natalia Prishepenko, Flauta: Wolfgang Ritter, Bajo: Johannes Huth, Percusión: Martin Engelbach.
- 1997 – Solo for Tatjana. György Ligeti: Sonata para violonchelo solo; Gerhard Schedl: de "Zwei Stücke aus der Schatz-Truhe"; Viktor Suslin: Schatz-Island; Krzysztof Meyer: Monolog; Anatolijus Senderovas: Due Canti; Pēteris Vasks: Gramata cellam; Paul Hindemith: Sonata para violonchelo solo Op. 25 n.º 3; Pablo Casals: Cant dels ocells.
- 1998-99 – Schnittke: Epilogue del ballet Peer Gynt; Música nostálgica; Sonatas para violonchelo n.º 1 & n.º 2. Con Tatjana Schatz al piano.

- 1999 – Erkki-Sven Tüür: Sinfonía n.º 3; Concierto para violonchelo; Lighthouse. Con la Orquesta Sinfónica de la Radio de Viena, dir. Dennis Russell Davies.
- 2000 – Gubaidulina: Und: Das Fest ist in vollem Gang. Con la Orquesta Estatal de Baden, dir. Kazushi Ono.
- 2000 – Piano Trios. Weinberg: Piano Trio Op. 24; Alexander Weprik: Drei Volkstänze Op. 13b; Shostakovich: Piano Trio Op. 67. Con Dmitry Sitkovetsky al violín, Jasha Nemtsov al piano.
- 2002 – My recollections. Vytautas Barkauskas: Suites de concert, Op. 98; Bronius Kutavicius: Rhythmus-Arhythmus; Anatolijus Senderovas: Due canti. Con Tatjana Schatz-Geringas al piano. Osvaldas Balakauskas: Dal vento; Mindaugas Urbaitis: Reminiscences. Con Petras Geniusas al piano.
- 2002 – Senderovas: Concierto en do. Con la Orquesta Sinfónica de la Academia de Música de Lituania, dir. Robertas Servenikas.
- 2003 – Dvořák: Concerto para violonchelo Op. 104, B.191; Rondo en sol menor Op. 94 B.181; Silent Woods B.182. Con la Orquesta Filarmónica Checa, dir. Ken-Ichiro Kobayashi.
- 2003 – Sumera: Concierto para violonchelo; Música profana; Sinfonía n.º 6. Con la Orquesta Sinfónica Nacional de Estonia, dir. Paavo Järvi.
- 2003 – Quasi Improvisata. Anatolijus Šenderovas: Songs of Sulamite; Sofiya Gubaidúlina: In Croce; Lepo Sumera: Quasi Improvisata; Eduardas Balsys: Habanera; Astor Piazzolla: Tanti Anni Prima, Oblivion, Hommage à Liège. Con Geir Draugsvoll, bayan.
- 2006 – Meyer: Canzona para violonchelo y piano. Con Tatjana Schatz al piano.
- 2006 – Eli Zion: from St. Petersburg to Jerusalem. Música de la Nueva Escuela Judía para violonchelo y piano. Obras de: Joseph Achron, Ernst Bloch, Sinowi Feldman, Solomon Rosowsky, Lazare Saminsky, Joachim Stutschewsky, Leo Zeitlin. Con Jascha Nemtsov, piano.